# Rhionaeschna brasiliensis
Rhionaeschna brasiliensis là loài chuồn chuồn trong họ Aeshnidae. Loài này được von Ellenrieder & Martins Costa mô tả khoa học đầu tiên năm 2002.